# База даних керування конфігурацією
База даних керування конфігурацією (англ. CMDB) — це база даних, яка використовується організацією для зберігання інформації про програмні та апаратні активи (одиниці конфігурації). Ця база даних також зберігає інформацію про зв'язки між активами. База даних керування конфігурацією забезпечує розуміння критичних активів організації та їх зв'язків, таких як інформаційні системи, джерела активів та цілі для підпорядкованих активів.

## Призначення
База даних керування конфігурацією є фундаментальним компонентом основи процесів керування конфігурацією на основі ITIL. База даних керування конфігурацією використовується для відслідковування стану активів, а саме продуктів, систем, програмного забезпечення, приміщень, персоналу у визначений момент часу і відносин між активами. База даних керування конфігурацією допомагає організації зрозуміти взаємозв'язок між компонентами системи та відстежити їх конфігурації. Збереження цієї інформації дозволяє здійснити певні дії, такі як реконструкція активів, у будь-який момент часу. База даних керування конфігурацією також може бути використана використовувати для аналізу впливу, аналізу першопричини або керування змінами.
Реалізація баз даних керування конфігурацією часто передбачає федерацію — включення даних у базу даних керування конфігурацією з інших джерел — таких як управління активами, таким чином, щоб джерело даних зберігало контроль над даними. Федерація зазвичай відрізняється від рішень ETL (extract, transform, load (витяг, перетворення, завантаження)), в яких дані копіюються в базу даних керування конфігурацією .
База даних керування конфігурацією може бути використана для багатьох дій, включаючи, але не обмежуючись: бізнес-аналітику, побудову програмного та апаратного забезпечення, інвентаризацію, аналіз впливу для керування змінами та керування інцидентами.
У контексті ITIL база даних керування конфігурацією використання бази даних керування конфігурацією є частиною інфраструктурних операцій та підтримки. База даних керування конфігурацією представляє авторизовану конфігурацію IT-оточення.

## Вміст
База даних керування конфігурацією містить і записує дані, які також називаються елементами конфігурації. Вона також містить детальну інформацію про важливі ознаки елементів конфігурації та взаємозв'язки між ними.

### Атрибути та дані елементів конфігурації
Атрибути, захоплені базою даних керування конфігурацією, залежать від категорії елементу конфігурації і можуть налічувати до сотні. Деякі приклади включають:
- Унікальний ідентифікатор або ідентифікаційний код елемента конфігурації
- Ім'я або мітка елемента конфігурації (часто і повні назви, і короткі назви)
- Скорочення або абревіатури
- Опис елемента конфігурації
- Власник елемента конфігурації (організації та люди)
- Важливість елемента конфігурації

Оскільки атрибути визначаються метаданими, бази даних керування конфігурацією також містять метадані, і, таким чином, концепція перегукується з репозиторієм метаданих, який також використовується для більш ефективного управління ІТ-організаціями. Управління конфігурацією стосується того, як потрібно оновлювати дані. Це історично було слабкістю сховищ метаданих.

### Відносини між елементами конфігурації
Як мінімум, відносини часто складаються з вихідного елементу конфігурації, який пов'язаний з цільовим елементом конфігурації. У випадку більш широких відносин, таких як семантичні відносини, бажано мати опис між вихідним елементом конфігурації та цільовим елементом конфігурації, який допомагає забезпечити контекст. Наприклад, «база даних» пов'язана як «компонент» програми «додаток Y». Опис також відомий як предикат.

### Типи елементів конфігурації
Тип елемента конфігурації — це тип даних елемента або елемента конфігурації, який підприємство хоче зберегти в базі даних керування конфігурацією. Як мінімум, усі типи елементів конфігурації, такі як програмне забезпечення, апаратне забезпечення, мережі та сховища даних зберігаються та відслідковуються в базі даних керування конфігурацією. По мірі набуття зрілості підприємствами вони починають відстежувати типи бізнесових елементів конфігурації у своїх базах даних керування конфігурацією, таких як люди, ринки, товари та сторонні організації, такі як постачальники та партнери. Це дозволяє відносинам між елементами конфігурації набути більшого значення, а базі даних керування конфігурацією стати більш сильним джерелом для керування знаннями.
Типами елементів конфігурації є:
- Апаратне забезпечення
- Програмне забезпечення
- Комунікації та мережі
- Розташування
- Документація
- Персонал (найманий та контрагенти)

Основним фактором успіху при впровадженні бази даних керування конфігурацією є можливість автоматичного виявлення інформації про елементи конфігурації (автоматичне виявлення) та відстеження змін по мірі їх виникнення.

## Схеми представлення даних
Схеми структур баз даних керування конфігурацією набувають декількох форм. Дві найпоширеніші форми — це реляційна модель даних та семантична модель даних.
Реляційні моделі даних ґрунтуються на логіці предикатів першого порядку, і всі дані представлені у вигляді кортежів, згрупованих у відношення. У реляційній моделі пов'язані записи пов'язані разом з «ключем», де ключ унікальний для визначення типу даних запису. Такі реляційні моделі надають декларативні методи для визначення даних та запитів. Іншими словами, користувачі безпосередньо заявляють, яку інформацію містить база даних та яку інформацію вони хочуть від неї, і дозволяють системі баз даних подбати про опис структур даних для зберігання даних та процедури пошуку відповідей на запити.
Семантичні моделі даних, як правило, покладаються на структуру опису ресурсів, яка відображає співвідношення між низкою речей за допомогою описів відносин, надаючи контекст того, як речі пов'язані один з одним.

## Виклики
Існують три основних виклики при створенні та підтримці бази даних керування конфігурацією:
- Релевантність: Необхідно збирати усі записи протягом життєвого циклу кожного елементу конфігурації. Це означає введення процесів та інструментів для збору останніх змін даних по мірі їх виникнення.
- Супроводження: Компанії стикаються з постійними змінами. Дані про елементи конфігурації та зв'язки між ними постійно змінюються. Це супроводження є важливим завданням, яке часто не планується і не передбачається. Організації часто вважають це найбільшим викликом.
- Практичність: Більшість баз даних керування конфігурацією — це лише бази даних. Це означає, що вони не мають рис, особливостей чи переваг більш складних застосувань. Їм не вистачає інструментів для перегляду даних за допомогою складних візуалізацій або інструментів для розширеного виявлення. Це означає, що більшості компаній потрібно інвестувати в прикладний рівень, який додає такі конструкції до їх баз даних керування конфігурацією, що додає складності та вартості, на які більшість компаній не планують і не очікують. Однак реалізація функцій, які забезпечують оновлення бази даних або дозволяють їй взаємодіяти з системами для запуску команд, застосування оновлень або розгортання нових програм, розширює функціональність та корисність бази даних керування конфігурацією.

Через вищезазначені причини компанії зазвичай вибирають придбати свої бази даних керування конфігурацією, а не проектувати, будувати, доставляти та підтримувати їх самі.